# ارلی یونه
ارلی یونه (انگلیسی: Erling Jevne؛ زادهٔ ۲۴ مارس ۱۹۶۶) اسکی‌باز صحرانوردی اهل نروژ بود.